# Battaglia di Singara (348)
La battaglia di Singara fu uno scontro tra l'esercito romano guidato dall'imperatore romano Costanzo II e l'esercito sasanide guidato da Sapore II, combattuto nel 344 oppure nel 348 nei pressi di Singara, una fortezza romana al confine con l'impero sasanide.
Quando salì al potere, Sapore II iniziò una campagna volta a recuperare i territori persi a favore dell'impero romano. Dopo aver sedato una rivolta dei Lakhmidi nel sud, mosse contro i Romani, investendo tre volte Nisibis e mettendola sotto assedio, e tutte e tre le volte fallendo. Si ebbero nove scontri tra i due eserciti, e quello per il controllo di Singara fu forse il più importante, sicuramente uno dei più sanguinosi.
L'esercito romano mise in fuga parte di quello sasanide: alcune truppe si lanciarono all'inseguimento dei fuggitivi, malgrado l'ordine contrario di Costanzo, che comandava direttamente le operazioni. I Romani giunsero al campo sasanide, che saccheggiarono.